# توشيوكي آبي
توشيوكي آبي مواليد 1 أغسطس 1974 في سايتاما، اليابان، هو لاعب كرة قدم ياباني سابق كان يلعب كلاعب وسط.

## المسيرة الاحترافية

### أندية لعب لها
- كاشيما أنتلرز
- أوراوا رد دايموندز
- فيغالتا سنداي
- آلبيركس نيغاتا
- كاشيما أنتلرز

## روابط خارجية
- توشيوكي آبي على موقع رابطة كرة القدم اليابانية للمحترفين (اليابانية)
- توشيوكي آبي على موقع قاعدة بيانات كرة القدم.إي يو (الإنجليزية)
- توشيوكي آبي على موقع عالم كرة القدم.نت (الإنجليزية)